# انتشار دوقطبی
انتشار دوقطبی یا انتشار امبایپولار، انتشار گونه‌های با بار الکتریکی مخالف از جمله الکترون‌ها و کاتیون‌ها به دلیل ایجاد میدان الکتریکی است. در کریستال‌های یونی گونه‌های منتشر شده به صورت جفت هستند و سرعت یکسان ندارند در حالی که در یک پلاسما گونه‌های منتشر شده دارای سرعت یکسان هستند.

## انتشار در پلاسما

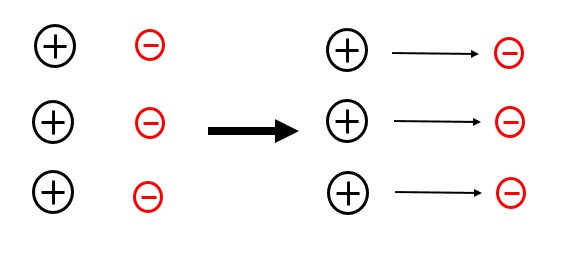
میدان امبایپولار ایجاد شده در اثر جدایش بارها

در فیزیک پلاسما، انتشار دوقطبی ارتباط تنگاتنگی با مفهوم شبه بی‌طرفی دارد. در اکثر پلاسماها، برآیند نیروهای وارد بر یون‌ها متفاوت از برآیند نیروهایی است که بر الکترون‌ها وارد می‌شود، بنابراین می‌توان انتظار داشت که یک گونه سریع‌تر از گونه‌ی دیگر منتقل شود، چه از طریق انتشار، همرفت یا فرآیندهای دیگر. حتی اگر نیروهای وارد بر الکترون‌ها و یون‌ها برابر باشد به دلیل جرم کمتر الکترون ها می‌توان انتظار داشت که سرعت الکترون ها نسبت به یون ها بیشتر باشد. حرکت سریع‌تر الکترون‌ ها باعث ایجاد عدم تعادل بار و در نتیجه ایجاد میدان الکتریکی می‌شود که یون‌ها را همراه خود می‌کشد و باعث می‌شود که سرعت یک یا هر دو گونه به گونه‌ای تغییر کند که برابر شوند(تا هنگامی که شار الکترونی و یونی برابر شود).
ساده‌‌ترین مثال پلاسمایی است که در خلاء مغناطیسی نشده‌است. (به همجوشی محصور شدن اینرسی مراجعه کنید.)  قطعه‌‌ای نازک از پلاسما را در نظر بگیرید؛ الکترون‌‌ها و یون‌‌ها هر کدام با سرعت گرمایی مربوطه‌‌ی خود به بیرون حجم جریان خواهند داشت. اگر یون‌ها نسبتا سرد باشند، سرعت گرمایی آن‌ها کم خواهد بود. سرعت حرارتی الکترون‌ها نیز به دلیل دمای بالا و جرم کم آن‌ها سریع‌تر خواهد بود: {\displaystyle v_{e}\approx {\sqrt {k_{B}T_{e}/m_{e}}}} . همانطور که الکترون‌ها حجم اولیه را ترک می‌کنند، چگالی بار مثبتی از یون‌ها را پشت سر می‌گذارند که منجر به ایجاد یک میدان الکتریکی به سمت بیرون می‌شود. این میدان باعث کاهش سرعت الکترون‌ها و افزایش سرعت یون‌ها می‌شود. نتیجه‌ی نهایی این است که هم یون‌ها و هم الکترون‌ها با سرعت صوت به بیرون جریان می‌یابند، {\displaystyle c_{s}\approx {\sqrt {k_{B}T_{e}/m_{i}}}}، که بسیار کوچکتر از سرعت گرمایی الکترون‌ها، اما معمولاً بسیار بزرگتر از سرعت گرمایی یون‌ها است.

## انتشار در سرامیک‌ها
انتشار ماده در سرامیک‌ها به صورت‌های مختلفی از جمله فرآیند انتشار اتمی اتفاق می‌افتد که در همه‌ی آن‌ها انتشار دهنده‌ها اتم‌های بدون بار یا جاهای خالی (به تهی جایی مراجعه کنید.) فرض شده‌اند، به طوری که اثرات الکترواستاتیکی روی انتشار دخالتی ندارد. در حالی که در سرامیک‌های چند کریستالی، حرکت گونه‌های باردار، مانند یون‌ها، سهم قابل توجهی در انتقال ماده دارند. همچنین انتظار می‌رود که یون‌های مختلف سرعت انتشار متفاوتی داشته‌باشند. هنگامی که یک انتقال ماده اتفاق می‌افتد استوکیومتری و الکتروخنثی بودن جامد باید در مناطق مختلف جامد حفظ شود. به عنوان مثال، اگر سیستم در معرض یک میدان الکتریکی خارجی باشد، یون‌ها در پاسخ به میدان الکتریکی مهاجرت می‌کنند. 

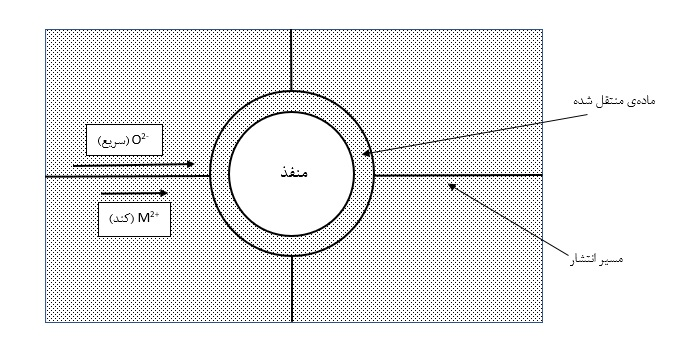
این شکل نشان می‌دهد که انتشار یون‌ها در یک جامد یونی باید برای حفظ استیوکومتری و الکتروخنثی بودن جامد به صورت جفتی باشد.

سرعت انتقال ماده توسط یونی که آهسته‌تر منتشر می‌شود تعیین می‌شود، در حالی که حرکت یون کندتر توسط یون‌هایی که سریع‌تر منتشر می‌شوند شتاب می‌گیرد. بنابراین، گرادیان غلظت یون با انتشار سریع‌تر، سریع‌تر از یون با انتشار کندتر کاهش می‌یابد. گرادیان پتانسیل علامتی مشابه گرادیان غلظت دارد، به طوری که سرعت انتقال یون های سریع‌تر را کاهش می‌دهد و سرعت انتقال یون‌های کندتر را افزایش می‌دهد.
انتشار گونه‌های باردار جفت شده به عنوان انتشار دوقطبی نامیده می‌شود، که پیامدهای مهمی نه تنها برای تف جوشی بلکه برای سایر فرآیندهای انتقال جرم مانند خزش و تشکیل لایه‌های اکسید روی مواد دارد. از طرفی همانطور که در بالا گفته شد، گونه‌هایی که آهسته‌تر منتشر می‌شوند، سرعت انتقال ماده را کنترل می‌کنند. از طرفی دیگر انتقال ماده زمانی اتفاق می‌افتد که هر یون بیش از یک مسیر انتشار (انتشار شبکه و انتشار مرز دانه) داشته‌باشد و انتظار می‌‌رود که انتقال ماده عمدتاً در امتداد سریع‌ترین مسیر اتفاق بیفتد، بنابراین مکانیسم کنترل‌‌کننده سرعت تبدیل به آهسته‌ ‌ترین گونه‌‌ در طول سریع‌ترین مسیر خود می‌شود.

## در اختر فیزیک
در اخترفیزیک ، "انتشار دوقطبی" به طور خاص به جدا شدن ذرات خنثی از پلاسما اشاره دارد، به عنوان مثال در مرحله اولیه‌ی تشکیل ستاره. تصور می‌شود که انتشار دوقطبی در ابرهای مولکولی اتفاق می‌افتد، ابرهای مولکولی که به اندازه کافی متراکم هستند تا از پرتوهای یونیزه‌کننده‌ی خارجی محافظت کنند. پس علی‌رغم میدان مغناطیسی داخلی ابر، گرانش خود ابر می‌تواند باعث متراکم شدن گاز شود. این تراکم در نهایت منجر به تشکیل ستاره می‌شود. هنگامی که ابر در نتیجه انتشار دوقطبی یا تحریک موج ضربه‌ای شروع به فروپاشی می‌کند، حرکات مافوق صوت به سمت داخل ایجاد می‌شود و به زودی منجر به تشکیل اولین هسته ضخیم نوری با اندازه مرتبه ۱۰AU (۱ AU = فاصله ی زمین-خورشید) می‌شود. این هسته مرکزی در درجه اول توسط فشار حرارتی گاز هیدروژن پشتیبانی می‌شود، در حالی که باقی‌مانده ابر همچنان روی هسته می‌افتد. برای یک ابر با جرم خورشیدی، این هسته جرمی برابر با ۰.۰۱ جرم خورشید دارد. هنگامی که دمای مرکزی به حدود ۲۰۰۰ کلوین رسید، انرژی حرارتی باعث تجزیه مولکول‌های هیدروژن می‌شود و فشار حرارتی را کاهش می‌دهد و منجر به مرحله فروپاشی دوم می‌شود که در طی آن هسته اول ناپدید می‌شود و هسته دوم و نهایی در مرکز تشکیل می‌شود که شعاعی چند برابر خورشید دارد. سپس این هسته جرمی را از ابر در حال سقوط جمع می‌کند. با این حال، در حضور چرخش میدان‌های مغناطیسی، ابر در حال فروپاشی به شکل یک پنکیک مسطح می‌شود و سپس ممکن است به دو یا چند پیش ستاره تقسیم شود. در این مرحله، نمی‌توانیم به طور قابل اعتماد پیش‌بینی کنیم که هسته ابری متراکم چه نوع ستاره یا منظومه‌ای را تشکیل می‌دهد.
ذرات خنثی در این مورد عمدتاً مولکول‌های هیدروژن در یک ابر هستند که اگر به طور تصادفی با پلاسما جفت نشوند، دچار فروپاشی گرانشی می شوند. پلاسما از یون‌ها (بیشتر پروتون‌ها) و الکترون‌ها تشکیل شده‌است که به میدان مغناطیسی بین‌ستاره‌ای گره خورده‌اند و بنابراین در برابر فروپاشی مقاومت می‌کنند. در یک ابر مولکولی که یونیزاسیون کسری بسیار کم است (یک در میلیون یا کمتر)، ذرات خنثی به ندرت با ذرات باردار مواجه می‌شوند و بنابراین به طور کامل مانع فروپاشی آن‌ها (توجه داشته‌ باشید که اکنون سقوط دینامیکی است، نه سقوط آزاد) در یک ستاره نمی‌شوند.

## پیوند
پلاسما
خزش نابجایی
تف جوشی
تهی جایی